# Lány (Svitavy)
Lány je část města Svitavy, tvořící jeho jižní a západní část. Na jihu sousedí s obcí Hradec nad Svitavou. Původně se jednalo o samostatný městys Čtyřicet Lánů (německy Vierzighuben) (v roce 1930 měla obec 2728 obyvatel, z toho bylo 2539 občanů hlásících se k německé národnosti), který byl roku 1960 společně s tehdejším Moravským Lačnovem přičleněn k městu Svitavy jako jedna z místních částí. Katastrální území nese název Čtyřicet Lánů.
Vesnice měla zemědělský charakter, z vypěstovaných plodin bylo na trzích zásobováno přilehlé město Svitavy. Dnes se jedná o bramborářskou oblast.

## Název

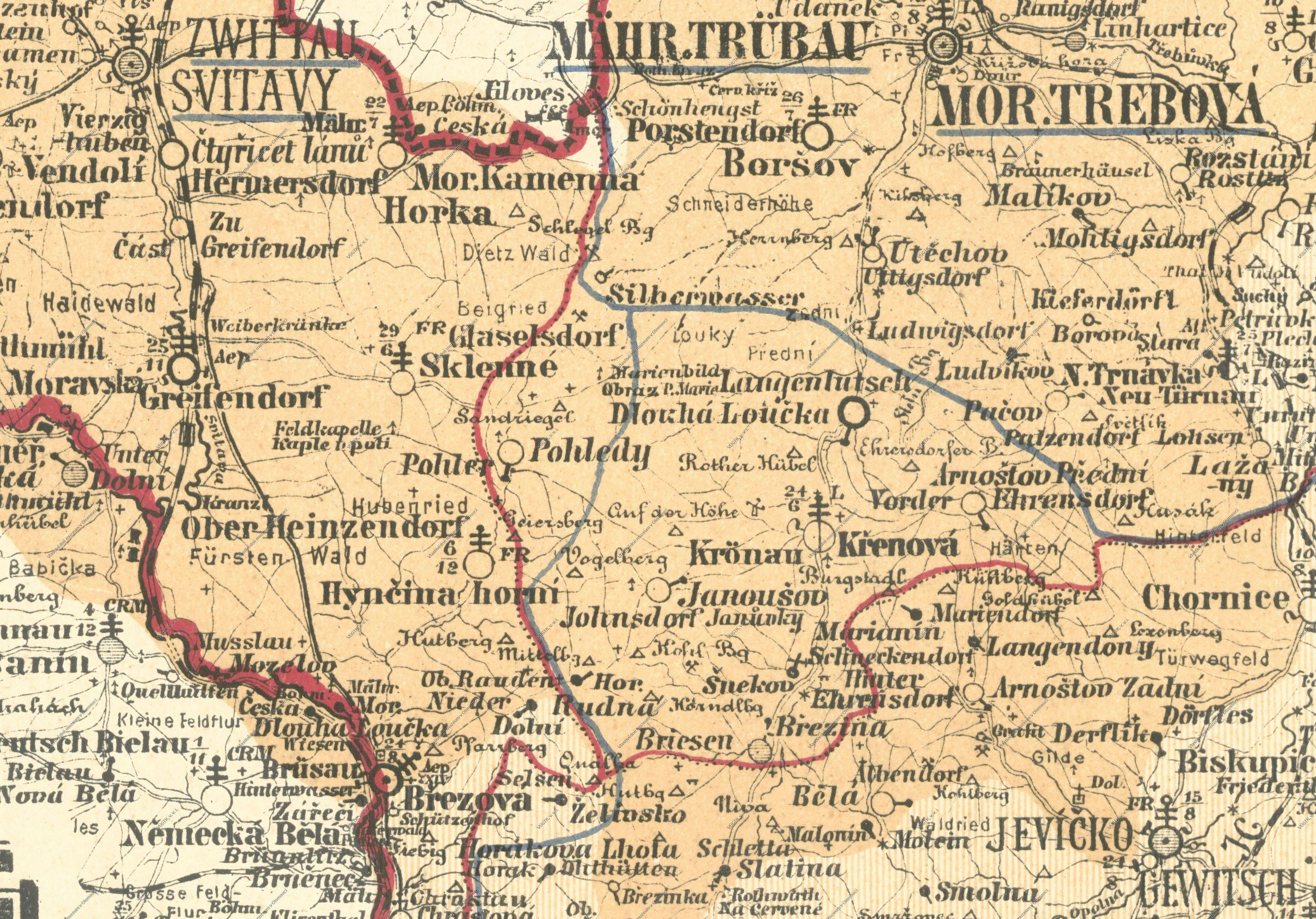
Lány (Čtyřicet Lánů / Vierzighuben) na historické mapě (1897)

Nejstarší doklad z roku 1372 má podobu zu den Huben ("na lánech"). Z roku 1517 je poprvé doloženo české Čtyřicet lánů a z roku 1677 odpovídající německé Vierzig Huben. Číslice udávala počet lánů, které vesnice měla k obdělávání v době vzniku.

## Historie
Do roku 1945 byl městys Čtyřicet Lánů osídlen německy mluvícím obyvatelstvem, stejně jako většina obcí německého jazykového ostrova Schönhengstgau (Hřebečsko). Původní obyvatelstvo, nacházející se v regionu již od 13. století, kdy byli osadníci pozváni z Německa tehdejším německým a moravským biskupem Brunem ze Schauenburku kolonizovat zdejší kraj, bylo v roce 1946 násilně přesídleno do Německa, převážně do pohraničních oblastí s Francií.

## Historické památky

### Kostel sv. Josefa

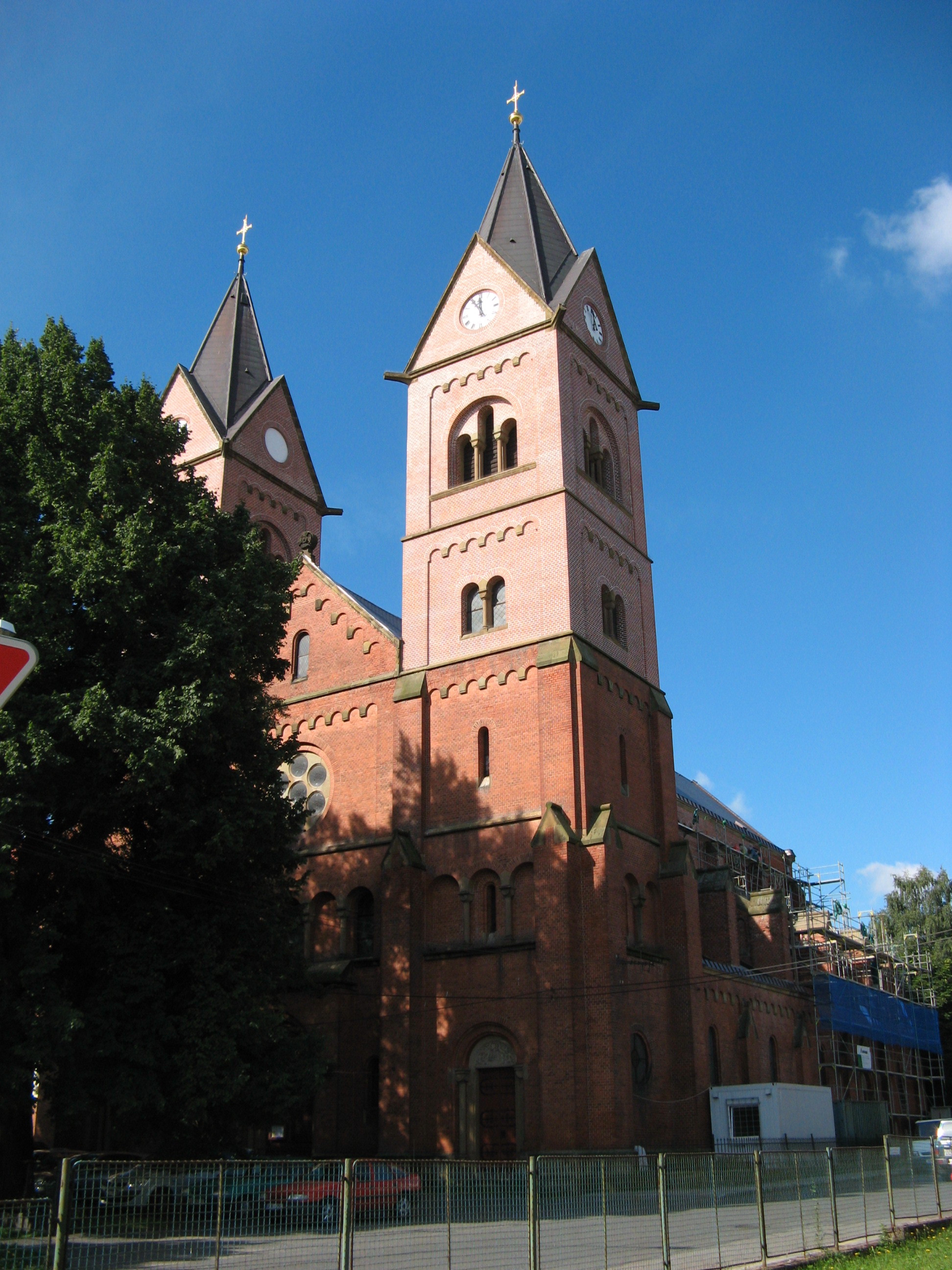
Kostel svatého Josefa ve Svitavách

Kostel sv. Josefa, lidově Červený kostel, spolu s přilehlým redemptoristickým klášterem byl založen v roce 1894. Základní kámen byl položen za přítomnosti generálního vikáře Johannese Weinlicha 23. září 1894. K slavnostnímu vysvěcení koleje redemptoristů došlo 7. září 1896 za přítomnosti olomouckého arcibiskupa dr. Theodora Kohna.Pseudorománská stavba s dvěma dominantními věžemi byla vystavěna podle plánů Josefa Schmalzhoffera z Vídně. Stavbou byl pověřen Václav Ryšavý. Vnitřní malba byla dokončena až v roce 1910 kostelním malířem Erwinem Bubenikem z Lince. Dekoraci interiéru zajišťoval Max Schmalzl. Ferdinand Stufflesser ze Svatého Ulrychu v Tyrolích je autorem hlavního oltáře a čtyři postranních, dále bohatě vyzdobil kazatelnu. J. E. Tomala z Brna zřídil oltářní stůl z mramoru. Zdi hlavní lodi chrámu jsou dekorovány sochou Svatého Josefa a apoštolů svatého Ondřeje a svatého Jakuba. Na věžích kostela se do 1. světové války nacházely největší zvony v obci. V 50. letech byl klášter státními složkami uzavřen a jeho budova přiřazena ke svitavské nemocnici. Kostel je v současné době postupně rekonstruován, částečně z prostředků vybraných ve veřejné sbírce.

### Kaple svaté Anny
V jižní části vesnice ve Svitavské ulici se nachází kaple zasvěcená svaté Anně, vysvěcena 18. května 1891. Dnes veřejnosti nepřístupna.

### Mariánská kaple
Na jižním konci při hranici katastrů Lánů a Hradce nad Svitavou stojí kaple Panny Marie. Kaple se využívá pouze část roku, a to v pondělí večer na mši svatou.

### Socha svatého Jana Nepomuckého
Na severní hranici katastru vesnice (ulice Brněnská) se nad řekou Svitavou v zahradě nachází pískovcová socha Svatého Jana Nepomuckého, vzhlížejícího k nebi se vztyčeným prstem a opřeného o svazek knih.

### Pomník Johanna Wolfganga von Goethe

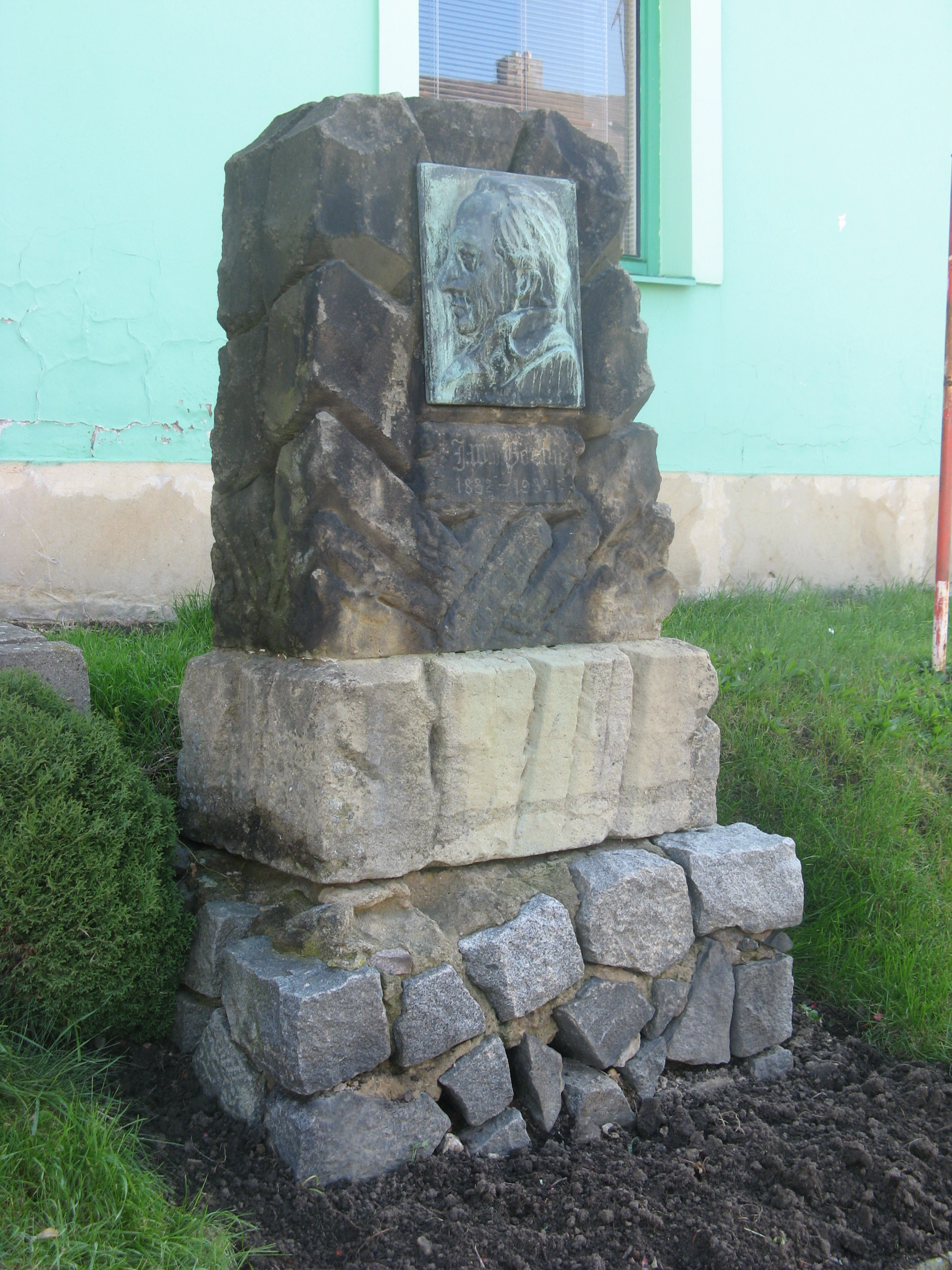
Historická fotografie pomníku J. W. Goetha z roku 2010

V Brněnské ulici se nalézal pomník německého básníka Johanna Wolfganga von Goethe, postavený v roce 1932 u příležitosti 100. výročí úmrtí umělce a vědce. Byl jedním ze čtyř posledních památníků tomuto muži na území České republiky, který nebyl po roce 1945 postižen likvidací kulturních památek na území Sudet. Při stavebních úpravách v roce 2014 městských úřadem odvezen, téhož roku odcizen.

### Vrchnostenský úřad
Na levé straně řeky Svitavy se nachází budova bývalého vrchnostenského úřadu, tzv. zámeček. Dnes se v něm nachází mateřská škola.

### Kříže
Ve vesnici se nalézá několik křížů různého stáří.

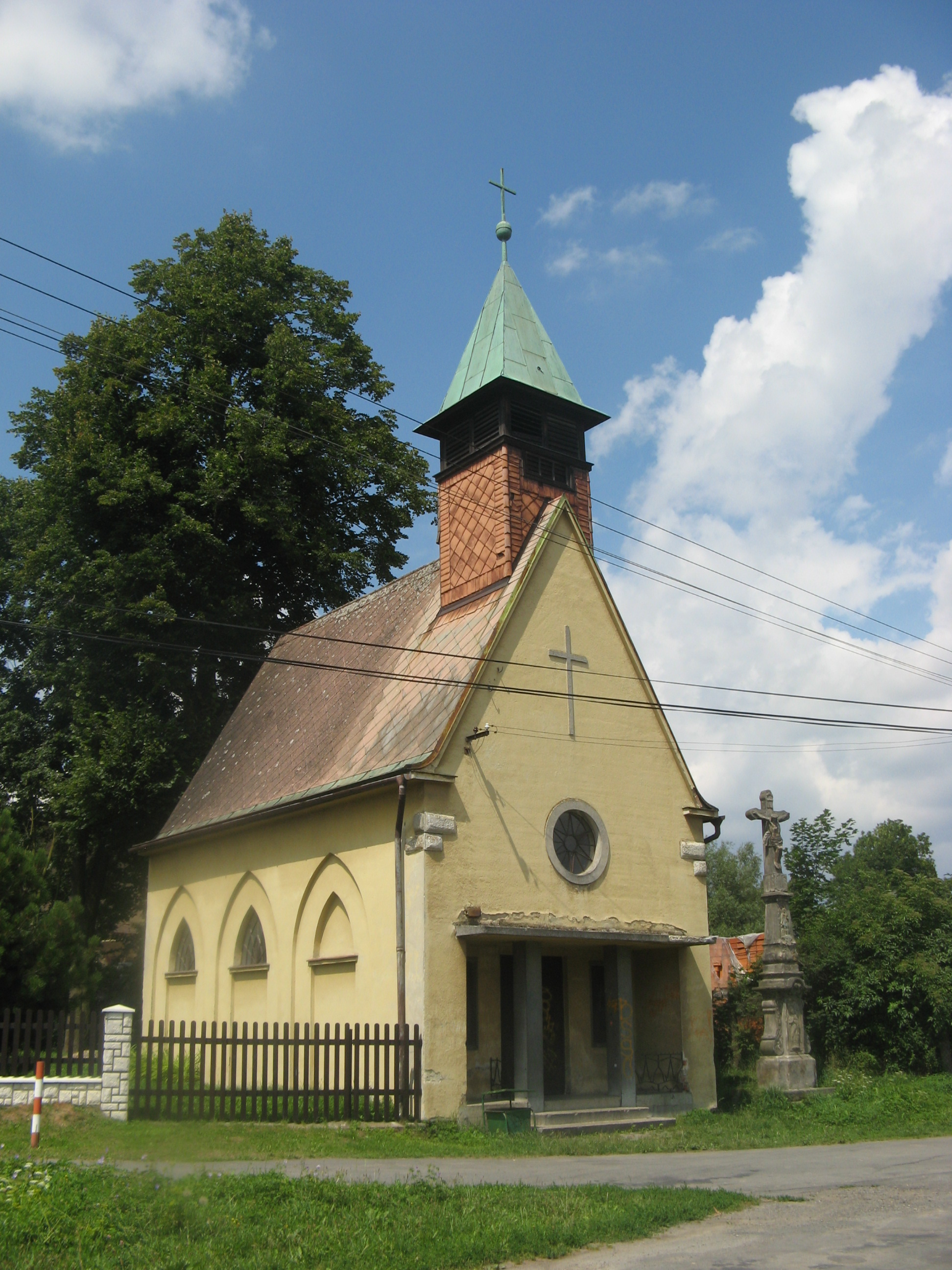
Kaple sv. Anny, Svitavy-Lány
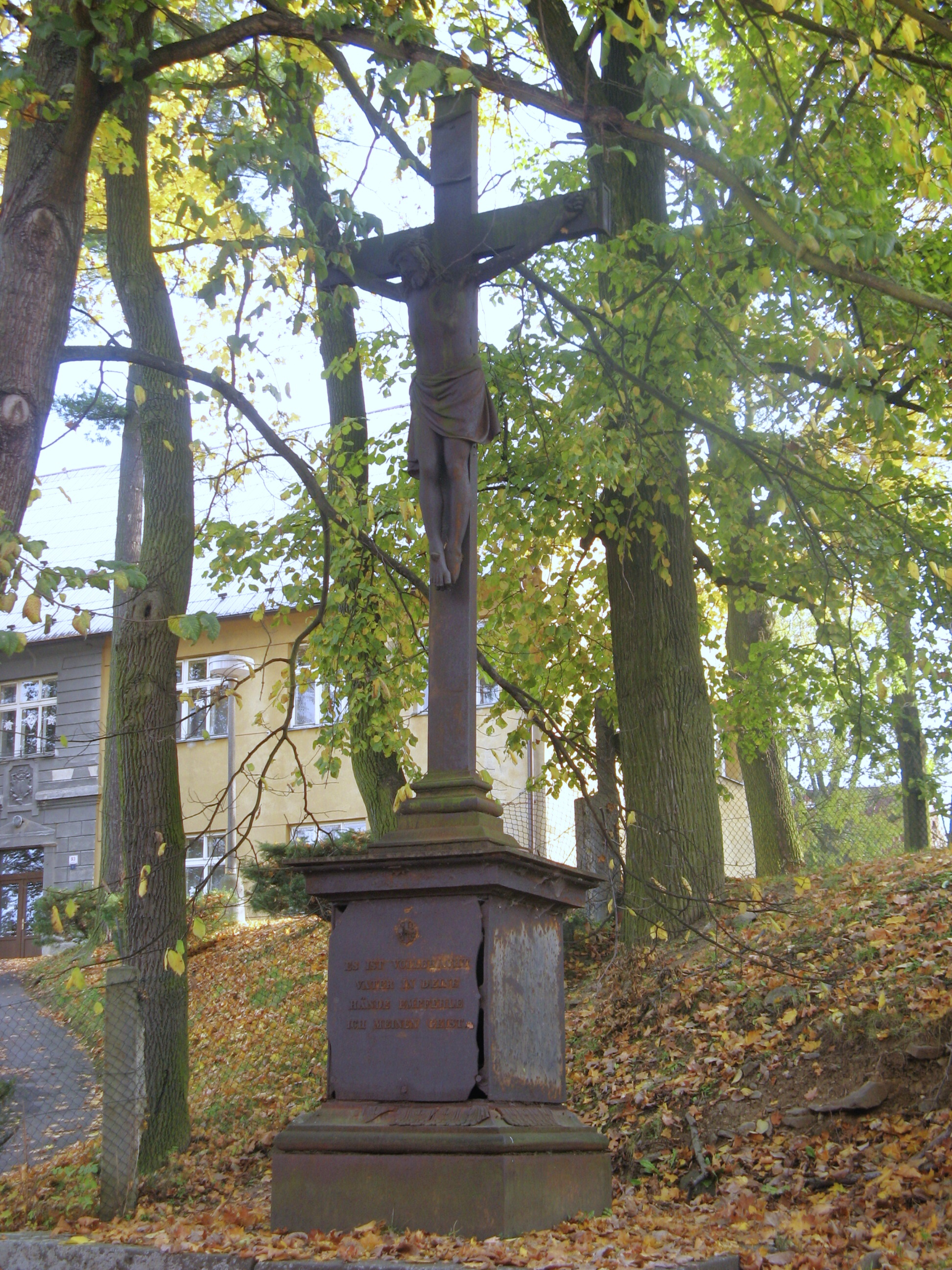
Kovový kříž před mateřskou školkou (dříve vrchnostenský úřad – v pozadí), Svitavy-Lány
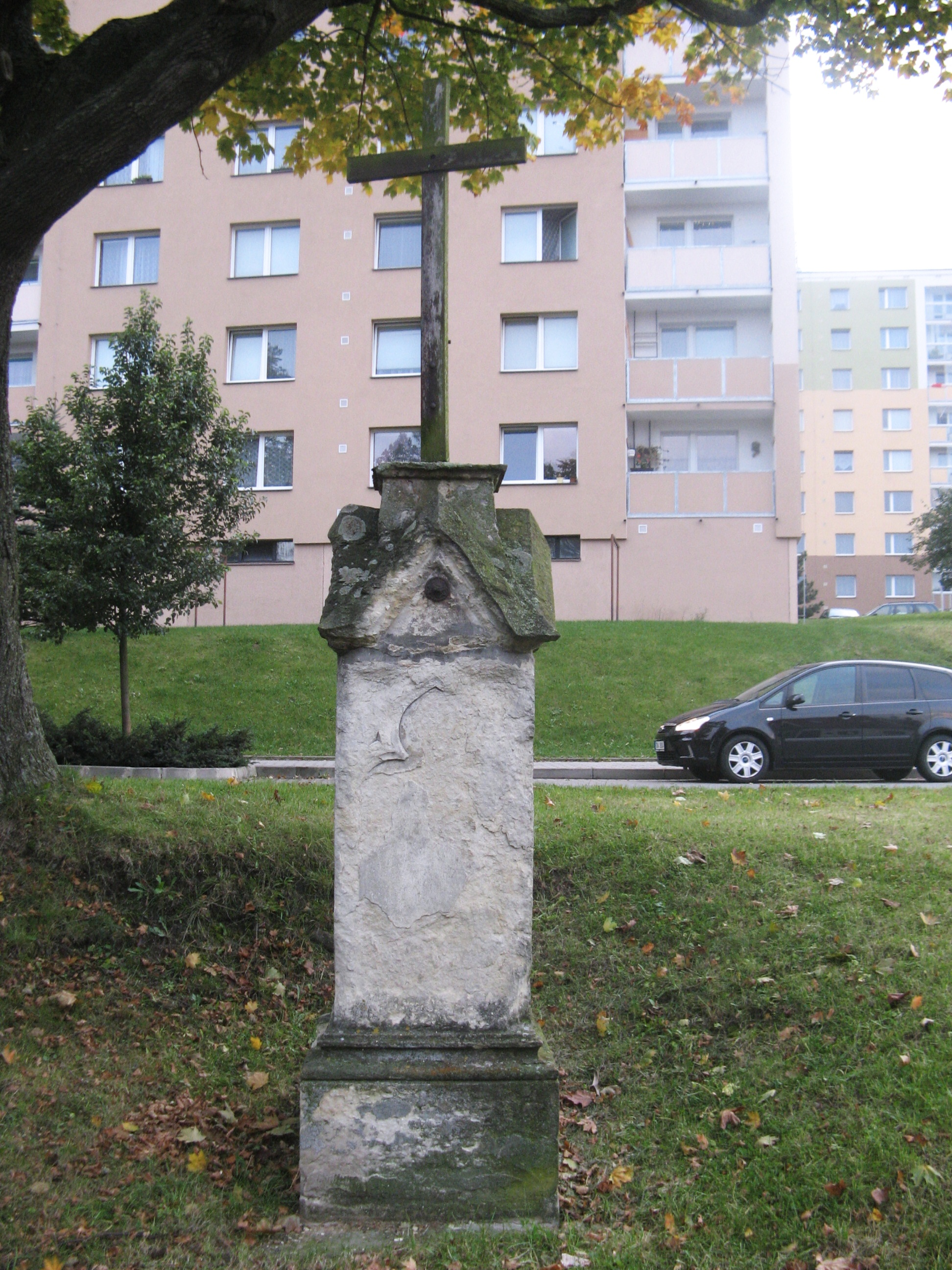
Kříž, Svitavy-Lány

## Vodstvo

### Svitava
Vesnicí protéká řeka Svitava pramenící v lesích v okolí Moravského Lačnova a Javorníku. Do řeky se zleva vlévá bezvýznamný tok a zprava Lánský potok, vycházející z Lánského rybníka.

### Ostrý potok
Drobný tok, pramenící v západní části, protéká vodárenským lesem a jako pravostranný přítok se vlévá do řeky Svitavy

### Lánský rybník
Na Studeném potoce, pramenícím severně od obce Vendolí se nalézá chovný rybník zvaný Lánský. V rákosinách žije vodní ptactvo a okolí je cílem vycházek místních obyvatel. V zimě je upravován na lední plochu pro zimní sporty.

## Příroda

### Bažantnice
Na západní straně katastru se nalézá zalesněná plocha, místními zvaná bažantnice nebo vodárenský les. Oblast byla na začátku 20. století nezalesněná, poté zde byly vyhloubeny studny k jímání pitné vody pro občany přilehlé vsi. Plocha postupně zarostla a ještě v nedávné minulosti sloužila jako z městských vodáren. Nyní se zde nachází místo pro oddech občanů a výuku místních žáků v přírodním prostředí.

## Současnost

### Bydlení
V současnosti jsou bývalé zemědělské plochy využity ke stavebním účelům a vzniklo zde několik velkých sídlišť pro zajištění bydlení občanů města Svitavy. Na levé straně řeky Svitavy se nachází zděné družstevní domy a na pravé straně vzniklo v 80. letech 20. století panelové sídliště Lány I,II. Dále byla plánována i výstavba dílu Lány III jižně od dnešní ulice Felberova, ale tyto stavby již nebyly po roce 1989 realizovány. Namísto toho vznikl západně od panelového sídliště Lány I, nový prostor k individuální výstavbě, který je nazýván sídliště Vějíř, ulice jsou pojmenovány po známých básnících a hercích, například ulice Jana Wericha, Jaroslava Ježka, Jiřího Voskovcem, Františka Halase nebo Františka Hrubína.
Většina původních domů se v současnosti nalézá v podél řeky Svitavy a podél silnice protínající městys.

## Názvy tratí a části

### Západní část
V části západně od řeky Svitavy se nalézají tyto polní tratě a čtvrtě:
- Nad Bažantnicí
- Bažantnice
- Palička
- Za Bažantnicí
- Nad Rybníkem
- Hradecký hon
- V Lukách

Zastavěná oblast
- U Stadionu
- Vějíř

### Východní část
Východně od řeky Svitavy se nalézají tyto polní tratě a názvy
- Nad Křížkem
- U Božích muk
- Za Kravínem
- Na Ochozu
- Nad Silnicí
- U Zastávky

## Doprava

### Silnice
Lány byly velice dopravně zatížené, přímo jimi probíhala silnice I/43 Brno-Dolní Lipka (hraniční přechod do Polska), po které je v úseku Brno–Svitavy vedena mezinárodní silniční trasa třídy B s označením E461, vycházející z Vídně a končící křižovatkou se silnicí I/35 (E442). V roce 2024 byl dokončen obchvat Svitav, který odvedl provoz mimo zastavěnou oblast.

### Železnice

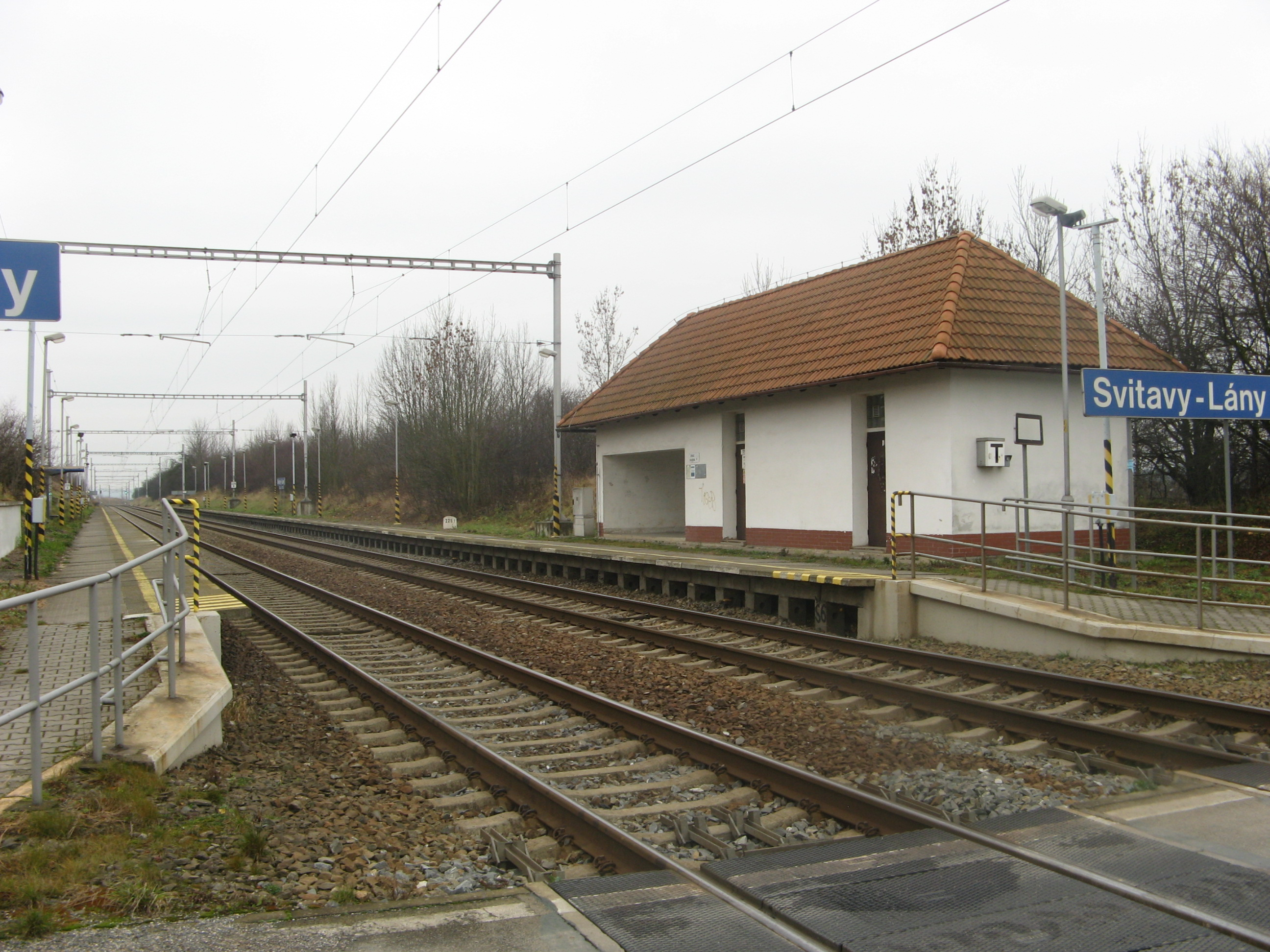
Železniční zastávka Svitavy-Lány

Na hlavním zrekonstruovaném železničním koridoru Vídeň – Berlín nachází zastávka Svitavy-Lány, která slouží i obyvatelům severní části Hradce nad Svitavou. Zastávka sloužila cestujícím až do prosince 2011, kdy ji postihlo zavedení integrovaného dopravního systému kraje. V roce 2014 opět funguje zastávka na znamení.